# Apanteles diaphantus
Apanteles diaphantus är en stekelart som beskrevs av Nixon 1965. Apanteles diaphantus ingår i släktet Apanteles och familjen bracksteklar. Inga underarter finns listade i Catalogue of Life.